# 1924 en sports équestres
Chronologie des sports équestres
- 1923 en sports équestres - 1924 en sports équestres - 1925 en sports équestres

Cet article présente les faits marquants de l'année 1924 en sports équestres.

## Événements

### Juin
- 28 juin 1924 au 12 juillet 1924 : la médaille d'or du Polo aux Jeux de 1924 à Paris est remportée par l'équipe d'Argentine.

### Juillet
- 21 juillet 1924 au 27 juillet 1924 : épreuves d'équitation aux jeux olympiques de Paris (France)[1],[2].